# Squatina occulta
Squatina occulta — вид рода плоскотелых акул одноимённого семейства отряда скватинообразных. Эти акулы встречаются в юго-западной части Атлантического океана. Максимальная зарегистрированная длина 120 см. У них уплощённые голова и тело, внешне они похожи на скатов, но в отличие от последних жабры скватин расположены по бокам туловища и рот находится в передней части рыла, а не на вентральной поверхности. Эти акулы размножаются путём яйцеживорождения. Не представляют интереса для коммерческого рыбного промысла.

## Таксономия
Впервые вид был научно описан в 1992 году. Голотип представляет собой взрослую самку длиной 122 см, пойманную на континентальном шельфе Риу-Гранди-ду-Сул (33°06′ ю. ш. 51°40′ з. д.). Паратипы: 2 неполовозрелых самца длиной 90,3 см и 97,5 см, пойманные там же. Видовой эпитет происходит от слова лат. occulta — «скрытый» и связан с тем, идентификация этого вида до сих пор не ясна, учитывая существование группы морфологически сходных симпатрических видов скватин, обитающих в этом регионе.
Существуют противоречия относительно таксономии и номенклатуры плоскотелых акул, обитающих у южного побережья Бразилии. В некоторых источниках Squatina punctata и Squatina guggenheim были признаны синонимами. В списке акул, обитающих в водах Бразилии, отмечается, что факт присутствия в этом регионе Squatina guggenheim на самом деле касается Squatina punctata, а описание Squatina occulta относится к описанию Squatina guggenheim сделанному в 1936 году, однако никаких аргументов в пользу этих заявлений приведено не было. На основании исследований митохондриальной ДНК было сделано предположении о присутствии в водах южной Бразилии трёх видов скватинообразных: аргентинской скватины, Squatina guggenheim и Squatina occulta.
|  | Squatina dumeril     |
|  |                      |
|  | Squatina californica |
|  |                      |

|  | Squatina occulta    |
|  |                     |
|  | Squatina guggenheim |
|  |                     |

|  | Squatina dumeril     |
|  |                      |
|  | Squatina californica |
|  |                      |

|  | Squatina occulta    |
|  |                     |
|  | Squatina guggenheim |
|  |                     |

|  | Squatina dumeril     |
|  |                      |
|  | Squatina californica |
|  |                      |

|  | Squatina occulta    |
|  |                     |
|  | Squatina guggenheim |
|  |                     |

|  | Squatina dumeril     |
|  |                      |
|  | Squatina californica |
|  |                      |

|  | Squatina occulta    |
|  |                     |
|  | Squatina guggenheim |
|  |                     |

|  | Squatina dumeril     |
|  |                      |
|  | Squatina californica |
|  |                      |

|  | Squatina occulta    |
|  |                     |
|  | Squatina guggenheim |
|  |                     |

|  | Squatina dumeril     |
|  |                      |
|  | Squatina californica |
|  |                      |

|  | Squatina occulta    |
|  |                     |
|  | Squatina guggenheim |
|  |                     |

|  | Squatina dumeril     |
|  |                      |
|  | Squatina californica |
|  |                      |

|  | Squatina occulta    |
|  |                     |
|  | Squatina guggenheim |
|  |                     |

|  | Squatina dumeril     |
|  |                      |
|  | Squatina californica |
|  |                      |

|  | Squatina occulta    |
|  |                     |
|  | Squatina guggenheim |
|  |                     |

В знак признательности за полученные результаты специалисты Комиссии по выживанию акул Международного союза охраны природы подготовили оценку всех видов скватин, номинально обитающих в юго-западной Атлантике: аргентинской скватины,  Squatina guggenheim, Squatina occulta и Squatina punctata.

## Ареал
Squatina occulta обитают в юго-западной части Атлантического океана от побережья штата Эспириту-Санту, Бразилия, до юга Уругвая. 

## Описание
У этих акул довольно стройное уплощённое тело и характерные для скватин широкие крыловидные грудные и брюшные плавники. Маленькие спинные плавники приблизительно равны по форме и размеру и сдвинуты назад к хвосту. Окраска дорсальной поверхности ровного коричневатого цвета с многочисленными бело-жёлтыми мелкими пятнами, окружёнными тёмными отметинами, образующими «глазки».

## Взаимодействие с человеком
Вид не представляет интереса для коммерческого рыбного промысла. Международный союз охраны природы еще не оценил статус сохранности данного вида.  